# Pelycodus
Pelycodus es un género extinto de primates Adapiformes que vivió durante el Eoceno temprano (período Wasatchiano) en Norteamérica, específicamente Wyoming y Nuevo México. Está estrechamente relacionado con el género Cantius del que incluso podría ser su subgénero. También puede haber dado lugar al primate del Eoceno Medio Hesperolemur, aunque esto es controversial. De las estimaciones de masas basado en el primer molar, las dos especies, P. jarrovii y P. danielsae, pesaban 4,5 kg y 6,3 kg, respectivamente, y fueron frugívoros con locomoción cuadrúpeda arbórea.

## Historia
Pelycodus fue identificado por primera vez como Prototomus jarrovii por Edward Drinker Cope en 1874. Durante los cien años siguientes, se añadieron aproximadamente una docena de especies, la mayoría más primitivo dentalmente que el que ahora se denomina Pelycodus jarrovii. En 1977, todos menos dos especies fueron trasladadas al género Cantius por Philip D. Gingerich basándose en las diferencias en sus molares. Hay un cierto desacuerdo en cuanto a si Pelycodus es lo suficientemente distinta ser un género separado.

## Morfología
Pelycodus se coloca dentro de los adapiformes por su ectotimpánico anular, ojos pequeños, tarsos no alargados y numerosos premolares y crestas molares y dentro de Notharctinae debido a sus cuatro premolares, sin condensar la mandíbula, un hipocono procedente de los postprotocíngulos y un hueso lacrimal dentro de la órbita. 
Hay, sin embargo, una gran parte de la variación individual en la dentición de Pelycodus que ha hecho que sea difícil diferenciar entre Pelycodus y Cantius. Las características distintivas Cantius/ Pelycodus  son comparativamente más pequeñas en los hipoconos y mesóstilos. Las características que distinguen a Pelycodus de Cantius son su trigónido anteroposteriormente comprimido, su pequeño paracónido en M2 y la falta de hipoconúlido en M 1-2. Tiene un hipocono y mesóstilo mucho mejor desarrollados que muchas especies de Cantius, pero no es tan desarrollado como en Notharctus.
La forma de los molares indica que Pelycodus, como Cantius y a diferencia de los notarctinos posteriores folívoros como Notharctus y Smilodectes, era muy probablemente un frugívoro, aunque tal vez no tan estrictamente como Cantius. Sin embargo, casi no hay diferencia entre los huesos del tarso del anterior Cantius  y el más tardío Pelycodus, lo que indica que su forma de locomoción cuadrúpeda arbórea era probablemente primitiva. Sólo en los notarctinos posteriores hubo un cambio hacia una locomocón más parecida a la de los lémures como con extremidades posteriores, troncos y colas más largas, tal vez relacionado con el cambio en la dieta.

## Filogenia
Está muy bien demostrado que los linajes cronológicamente sucesivos de Cantius desarrollaron progresivamente mesóstilos e hipoconos más grandes, ganando eventualmente la suficiente distinción dental como para ser situado en el género Pelycodus. Esta es una de las mejores secuencias estratosfénicas conocidas del Eoceno, y apoya la evidencia para gradualismo en la evolución. Sin embargo, a pesar de que esta secuencia de fósiles bien documentada parece lineal, probablemente es una subestimación de la diversidad de estos géneros. No es seguro que, en su caso, cuál de los linajes dio origen a Pelycodus. Algunos autores han sugerido que están estrechamente relacionada con Notharctus, mientras que otros han argumentado que su tamaño ya superó al de primitivo Notharctus y por lo tanto no sería la filogenia más parsimoniosa. Estos científicos vinculan a Pelycodus con el apenas conocido Hesperolemur o lo sitúan como una rama terminal. 